# Louversey
Louversey – miejscowość i gmina we Francji, w regionie Normandia, w departamencie Eure.
Według danych na rok 1990 gminę zamieszkiwało 479 osób, a gęstość zaludnienia wynosiła 45 osób/km² (wśród 1421 gmin Górnej Normandii Louversey plasuje się na 465 miejscu pod względem liczby ludności, natomiast pod względem powierzchni na miejscu 314).